# Julen Aguinagalde
Julen Aguinagalde Akizu (Irún, 8 de dezembro de 1982) é um handebolista profissional espanhol, campeão europeu.